# Notepad++
Notepad++ es un editor de texto y de código fuente libre con soporte para varios lenguajes de programación. Con soporte nativo para Microsoft Windows.
Se parece al Bloc de notas en cuanto al hecho de que puede editar texto sin formato y de forma simple. No obstante, incluye opciones más avanzadas que pueden ser útiles para usuarios avanzados como desarrolladores y programadores.
Se distribuye bajo los términos de la licencia GPLv3.

## Características
- Coloreado y envoltura de sintaxis: si se escribe en un lenguaje de programación o marcado, Notepad++ es capaz de resaltar las expresiones propias de la sintaxis de ese lenguaje para facilitar su lectura.
- Pestañas: al igual que en muchos navegadores, se pueden abrir varios documentos y organizarlos en pestañas.
- Resaltado de paréntesis e indentación: cuando el usuario coloca el cursor en un paréntesis, Notepad++ resalta este y el paréntesis correspondiente de cierre o apertura. También funciona con corchetes y llaves.[3]
- Grabación y reproducción de macros.
- Soporte de extensiones: incluye algunas por defecto.

## Lenguajes compatibles
| - Ada - ASP - ASN.1 - AviSynth - ASM Ensamblador (x86) - ASM Ensamblador (Z80) - AutoIt - Batch - Blitz BASIC - C - C# | - C++ - Caml - CMake - COBOL - CSS - CSound - D - Diff - Erlang - escript - Flash ActionScript | - Fortran - Forth - FreeBASIC - Gui4Cli - Haskell - HTML - INNO - Java - JavaScript - JSP - KiXtart | - LaTex - Lisp - Lua - Makefile - MATLAB - MMIX - MS INI (archivo) - Nimrod - nnCron - NSIS - Objective-C | - OScript - Pascal - Perl - PHP - PostScript - PowerShell - Properties - Pure Basic - Python - R - registry | - Rebol - RC (fichero de recurso) - Ruby - Rust - Shell - Scheme - Smalltalk - Swift - SQL - SPICE - Tcl | - TeX - txt2tags - VB - VHDL - Verilog - XML - YAML |

Además, permite al usuario definir su propio lenguaje: no solamente las palabras claves para la sintaxis coloreada, sino también las palabras clave para la envoltura de sintaxis, los comentarios clave y los operadores.

## Desarrollo
Notepad++ usa el componente de edición Scintilla y está escrito en C++, utilizando directamente la API de Windows y STL, lo que asegura una velocidad mayor de ejecución y un tamaño más reducido del programa final.[cita requerida]

## Uso en GNU/Linux
Puede utilizarse en GNU/Linux mediante Wine, y recientemente se ha añadido drag and drop (arrastrar y soltar) de archivos para este sistema operativo libre.

## Curiosidades
Si se presiona F1 o se abre el cuadro de diálogo Acerca de, mientras el texto seleccionado contiene un nombre, se crea un nuevo documento y se ingresa una cita de esa persona simulando que se escribe. Entre los nombres que activan este huevo de Pascua están Dennis Ritchie, Bill Gates, Linus Torvalds, Brian Kernighan, Richard Stallman, Darth Vader y el creador de Notepad++, Don Ho. Al seleccionar el texto 'random' (aleatorio en inglés) se selecciona una cita aleatoria.

## Controversias
En marzo del 2008, se colocó en la página web SourceForge.net de Notepad++ el banner del "Boycott Beijing 2008".  Tiempo después, y por período de un mes (26 de junio de 2008 - 24 de julio de 2008) la mayoría de los usuarios que trataban de acceder desde China a la página web de SourceForge.net no pudieron  hacerlo. Esto condujo a pensar que China había bloqueado SourceForge.net como represalia por la publicación del banner del Boicot.
En enero de 2015, la página web de Notepad++ fue hackeada por crackers islamistas en protesta de una edición lanzada con el nombre de "Je suis Charlie".